# Тьєррі Тюлан
Тьєррі Тюлан (фр. Thierry Tulasne; нар. 12 липня 1963) — колишній французький тенісист.
Найвищу одиночну позицію світового рейтингу — 10 місце досяг 4 серпня 1986, парну — 112 місце — 28 квітня 1992 року.
Здобув 5 одиночних титулів.
Найвищим досягненням на турнірах Великого шолома було 4 коло в одиночному розряді.

## Фінали за кар'єру

### Одиночний розряд (5–4)
| Легенда (одиночний розряд) |
| Великий шлем (0)           |
| Tennis Masters Cup (0)     |
| Тур ATP (5)                |

| Результат | W/L | Дата     | Турнір               | Покриття | Суперник        | Рахунок                 |
| --------- | --- | -------- | -------------------- | -------- | --------------- | ----------------------- |
| Перемога  | 1–0 | Лип 1981 | Swedish Open, Швеція | Ґрунт    | Андерс Яррід    | 6–2, 6–3                |
| Поразка   | 1–1 | Вер 1981 | Бордо, Франція       | Ґрунт    | Андрес Гомес    | 6–7, 6–7, 1–6           |
| Перемога  | 2–1 | Чер 1985 | Болонья, Італія      | Ґрунт    | Клаудіо Панатта | 6–2, 6–0                |
| Перемога  | 3–1 | Вер 1985 | Палермо, Італія      | Ґрунт    | Йоакім Нюстром  | 6–2, 6–0                |
| Перемога  | 4–1 | Вер 1985 | Барселона, Іспанія   | Ґрунт    | Матс Віландер   | 0–6, 6–2, 3–6, 6–4, 6–0 |
| Перемога  | 5–1 | Лют 1986 | Мец, Франція         | Indoor   | Бродерік Дайк   | 6–4, 6–3                |
| Поразка   | 5–2 | Кві 1986 | Індіанаполіс, США    | Ґрунт    | Андрес Гомес    | 4–6, 6–7(1–7)           |
| Поразка   | 5–3 | Лип 1986 | Washington Open, США | Ґрунт    | Карел Новачек   | 1–6, 6–7(4–7)           |
| Поразка   | 5–4 | Вер 1986 | Женева, Швейцарія    | Ґрунт    | Анрі Леконт     | 5–7, 3–6                |